# Barrio San José, Veracruz
Barrio San José är en ort i Mexiko.   Den ligger i kommunen Coscomatepec och delstaten Veracruz, i den sydöstra delen av landet, 220 km öster om huvudstaden Mexico City. Barrio San José ligger 1 828 meter över havet och antalet invånare är 325.
Terrängen runt Barrio San José är bergig, och sluttar österut. Runt Barrio San José är det ganska tätbefolkat, med 155 invånare per kvadratkilometer. Närmaste större samhälle är Orizaba, 19,7 km söder om Barrio San José. I omgivningarna runt Barrio San José växer huvudsakligen savannskog.